# بنك التنمية الأنجولي
بنك التنمية الأنجولي (BDA) هو البنك العام الأنجولي لتمويل الاستثمارات في التنمية الاقتصادية الاستراتيجية طويلة الأجل للبلاد. أُنشئ في يوليو 2006 بموجب المرسوم الحكومي رقم 37/06.
يدير بنك التنمية الأنجولي الصندوق الوطني للتنمية - (FND) (صندوق التنمية الوطني - NDF) الذي يتم توفيره من خلال 5% من النتائج المالية لصناعة البترول في أنجولا و2% من النتائج المالية لأنشطة الماس في أنجولا.
وفي عام 2008، موّل البنك مشاريع بقيمة 8.7 مليار كوانزا أنجولي ، أي ما يعادل نحو 116 مليون دولار أميركي.

## أنظر أيضاً
- قائمة البنوك في أنجولا

## الروابط والمصادر الخارجية
- Banco de Desenvolvimento de Angola نسخة محفوظة 2017-01-07 على موقع واي باك مشين.